# Барвинок (журнал)
Барви́нок (укр. Барвінок) — советский и украинский ежемесячный литературно-художественный журнал для детей младшего и среднего возраста, издававшийся на украинском и русском (1950—1999) языках. Название журнала происходит от названия одноимённого растения.

## История
Возник на основе журнала «Жовтеня» («Октябрёнок»), который выпускался в 1928—1941 годах в Харькове (столице УССР в 1919—1934 гг.).
С апреля 1945 года издавался в Киеве под названием «Барвинок». До распада СССР был органом ЦК Комсомола Украины и Республиканского совета Всесоюзной пионерской организации. 
В 1978 году ЦК ЛКСМУ основал премию имени Александра Копыленко за лучшие произведения для детей, опубликованные в журнале «Барвинок».
В 2019 году редакция сообщила, что выпуск журнала прекращается в связи с низким интересом детей к печатным изданиям.

## Характеристика
В 1950—1999 годах дублировался на русском языке.
В 1970—1980-х годах выходил тиражом свыше 2 миллионов экземпляров, в 1996 году — свыше 60 тысяч, в 2011 году — 20 тысяч.

## Авторский коллектив
Среди авторов: Максим Рыльский, Павло Тычина, Владимир Сосюра, Андрей Малышко, Михаил Стельмах, Николай Трублаини, Александр Копыленко, Наталья Забила, Мария Пригара, Оксана Иваненко, Юрий Збанацкий, Валентин Бычко, Петро Панч, Платон Воронько, Дмитрий Павлычко, Мария Пригара, Леонид Сорока, Владимир Орлов, Всеволод Нестайко, Юрий Никитинский, Александр Ефимов и др.

### Редакторы
Владимир Дюшен, Наталья Забила (1945—1947), Оксана Иваненко (1947–1951), Богдан Чалый (1951—1975), Анатолий Давыдов (1975—1984), Василий Моруга (1984—1989), Василий Воронович (с 1989).

## Награды
- Почётная грамота Президиума Верховного Совета УССР (1978).
- Почётная грамота Кабинета Министров Украины (2003)[5].